# Sibalom
Sibalom è una municipalità di terza classe delle Filippine, situata nella Provincia di Antique, nella Regione del Visayas Occidentale.
Sibalom è formata da 76 baranggay:
- Alangan
- Bari
- Biga-a
- Bongbongan I
- Bongbongan II
- Bongsod
- Bontol
- Bugnay
- Bulalacao
- Cabanbanan
- Cabariuan
- Cabladan
- Cadoldolan
- Calo-oy
- Calog
- Catmon
- Catungan I
- Catungan II
- Catungan III
- Catungan IV
- Cubay-Napultan
- Cubay-Sermon
- District I (Pob.)
- District II (Pob.)
- District III (Pob.)
- District IV (Pob.)

- Egaña
- Esperanza I
- Esperanza II
- Esperanza III
- Igcococ
- Igdalaquit
- Igdagmay
- Iglanot
- Igpanolong
- Igparas
- Igsuming
- Ilabas
- Imparayan
- Inabasan
- Indag-an
- Initan
- Insarayan
- Lacaron
- Lagdo
- Lambayagan
- Luna
- Luyang
- Maasin
- Mabini
- Millamena

- Mojon
- Nagdayao
- Nazareth
- Odiong
- Olaga
- Pangpang
- Panlagangan
- Pantao
- Pasong
- Pis-Anan
- Rombang
- Salvacion
- San Juan
- Sido
- Solong
- Tabongtabong
- Tig-Ohot
- Tigbalua I
- Tigbalua II
- Tordesillas
- Tulatula
- Valentin Grasparil (Bad-as)
- Villafont
- Villahermosa
- Villar